# Comfort (motorfiets)
Comfort is een Italiaans historisch merk van motorfietsen.
Miro Bottarlini en Francesco Buffoni ontwikkelden in 1923 in Milaan deze motorfietsen met 350cc-Bradshaw-motor. Tot 1925 werd deze machine, die een Sturmey-Archer-versnellingsbak had, vrijwel ongewijzigd gebouwd. Er werden ook Blackburne- en Barr & Stroud-motoren gebruikt, maar steeds met een cilinderinhoud van 350 cc. In 1926 verscheen een model met bladvering voor en achter, maar waarschijnlijk was dit het laatste productiejaar.